# Кровопийцы
«Кровопийцы» (нем. Blutsauger) — фильм немецкого режиссёра Юлиана Радльмайера 2021 года. Название фильма имеет подзаголовок: «Марксистская комедия про вампиров». После премьеры на Берлинском кинофестивале фильм принял участие в основном конкурсе 43-го Московского международного кинофестиваля, где получил специальный приз жюри.

## Сюжет
На премьере фильма Сергея Эйзенштейна «Октябрь» заводской рабочий и начинающий актёр Лёвушка узнаёт, что из картины вырезали все сцены с сыгранным им Львом Троцким. Поняв, что карьере конец, Лёвушка бежит в Германию, где выдаёт себя за барона и знакомится с эксцентричной графиней. Тем временем местные жители страдают от упадка сил, находят на себе следы укусов и читают «Капитал» Маркса, задаваясь вопросом: буржуазия — вампиры в буквальном смысле или нет?

## В ролях
- Александр Коберидзе — Лёвушка
- Лилит Штангенберг — Октавия
- Александр Хербст — Якоб
- Коринна Харфух — тётя Эркентруд
- Андреас Дёлер — доктор Хумбург
- Даниэль Хёсл — Боним
- Марайке Бейкирх — Евка
- Ли Гён-тхэк — собиратель водорослей
- Дарья Левин — Роза
- Антон Гонопольский — Сергей Эйзенштейн
- Кирилл Адибеков — Эдуард Тиссе
- Стася Короткова — ассистент Эйзенштейна
- Владимир Лященко — механик

## Художественные особенности
В сюжете фильма обыгрывается легенда, согласно которой в «Октябре» Сергея Эйзенштейна изначально фигурировал Лев Троцкий, но после того, как последний впал в немилость, Сталин лично распорядился вырезать из картины все сцены с ним.
Также Юлиан Радльмайер использует в фильме анахронизмы, подчёркивающие условность происходящего: например, в 1928 году (время действия фильма) героиня ездит на мотоцикле из 2000-х.

## Награды
2021 год — Специальный приз жюри Московского международного кинофестиваля (ММКФ); премия «Золотой единорог» за лучший иностранный фильм, имеющий отношение к России.

## Критика
В своей статье на сайте журнала «Искусство кино» критик Андрей Карташов пишет, что «идеальный зритель этого фильма способен не только считывать многочисленные остроты для гуманитариев, но и получить удовольствие от его устройства: принцип антикомедии заключается в том, что шутки не особенно смешные, но через это сами конвенции и правила юмора становятся предметом иронии и игрового осмысления».
В газете «Коммерсантъ» Михаил Трофименков критикует фильм, заявляя, что тот «сам не знает, что он такое: агитпроповская листовка или левацкая „Алиса в Стране чудес“, где места серпа и молота заняли осиновые колья, а в галерею парадных портретов предков Октавии затесалась картина кисти Малевича».